# Кондратский, Леонид Степанович
Леонид Степанович Кондра́тский (13 мая 1935, Кременчуг — 30 апреля 2023, Черкассы) — советский и украинский архитектор.

## Биография
Родился 13 мая 1935 года в Кременчуге (ныне Полтавская область, Украина). В 1963 году окончил КИСИ (класс А. А. Таций). С того времени работал в институте «Черкассыоблпроект». С 1967 года — архитектор Черкасских художественно-производственных мастерских Художественного фонда Украины.
С 2006 года — главный архитектор в частном предприятии «Творческая мастерская „Архитектура“».
Среди его работ в соавторстве — в Черкассах:
- 1964 — медицинское училище,
- 1969 — ресторан «Славутич»,
- 1980 — дворец культуры «Дружба народов»,
- 1986 — областной краеведческий музей,
- 2005 — реконструкция Черкасской областной филармонии, в Черкасской области:
- 1973 — центр села Матусов Шполянского района,
- 1975 — памятник погибшим во Второй мировой войне в Жашкове,
- 1993 — памятник Максиму Зализняку в селе Медведевке Чигиринского района,
- 1995—1996 — проект Музея народно-декоративного искусства в Каневе,
- 2007 — музей Героя Украины Кузьмы Деревянко в селе Косеновка Уманского района,
- 2008 — музей народного учителя СССР Александра Захаренко в селе Сахновка Корсунь-Шевченковского района.

Член Национального союза архитекторов Украины, 2008 — член-корреспондент Украинской академии архитектуры.
Умер 30 апреля 2023 года в городе Черкассы, Украина.

## Награды и премии
- Государственная премия СССР (1989) — за архитектуру центральной части села Матусов (Шполянский район, Черкасская область, УССР)
- Государственная премия УССР имени Т. Г. Шевченко (1987) — за архитектуру областного краеведческого музея (Черкассы)